# كون سميث
كون سميث (بالفرنسية: Conn Smythe)‏ (و. 1895 – 1980 م) هو لاعب هوكي الجليد كندي، ولد في تورونتو، توفي في كاليدون، أونتاريو، عن عمر يناهز 85 عاماً.

## التعليم
تعلم في جامعة تورنتو.

## الخدمة العسكرية
خدم في الجيش البريطاني.

## جوائز
حصل على جوائز منها:
- الصليب العسكري
- قاعة مشاهير الهوكي
- قاعة كندا للمشاهير الرياضية [الإنجليزية]‏
- قاعة أونتاريو للمشاهير الرياضية [الإنجليزية]‏

## روابط خارجية
- كون سميث على موقع الموسوعة البريطانية (الإنجليزية)
- كون سميث على موقع إن إن دي بي (الإنجليزية)